# ГЭС имени Соуза Диаса
ГЭС имени Соуза Диаса (порт. Usina Hidrelétrica Engenheiro Sousa Dias, ГЭС Жупия, порт. Usina Hidrelétrica Jupiá) — гидроэлектростанция в Бразилии с установленной мощностью 1,5 ГВт, расположена на реке Парана.

## Основные сведения
Строительство электростанции было начато в 1950-х годах, пуск первого гидроагрегата произошел в 1969 году, последнего — в 1974−м. Основные сооружения ГЭС включают в себя:
- комбинированную каменно-насыпную и гравитационную плотину максимальной высотой 53 м и общей длиной 5495 м;
- водосброс пропускной способностью 44 960 м³/сек:
- машинный зал, в котором установлены 14 гидроагрегатов с турбинами Каплана, мощностью 110 МВт каждый. Отдельно установлены два генератора по 5 МВт для собственных нужд станции;
- однониточный шлюз с камерами 210×17 м.[2][4]

Расположение створа гидроузла соответствует площади водосбора 400 000 км² и среднему расходу воды 6350 м³/сек. Плотина ГЭС сформировала водохранилище, которое на отметке 280,5 м НУМ имеет площадь 330 км2, полный объём 3,353 км3, полезный объём — 0,9 км3. Так как подпор плотины ГЭС распространяется до плотин ГЭС Илья-Солтейра на реке Парана и ГЭС Трес Ирманс на реке Тиете, ГЭС Соуза Диаса является контррегулирующим гидроузлом для этих станций.

## История
Изучение русла реки с целью определения возможного места для строительства будущей ГЭС были начаты в 1951 году, в результате чего были определены створы плотин Жупия и Илья-Солтейра. Строительство дамбы было в целом закончено в 1968 году, ввод генераторов происходил с 1969 года по 1974 год. В 1998 году был построен шлюз гидроузла.